# Starke Adolf
Starke Adolf är Fint Tillsammans' debut-EP, utgiven 1995 på skivbolaget Dilettante Productions. Skivan trycktes i en begränsad upplaga och gavs ut som en genomskinlig 7"-vinyl.

## Låtlista
Text och musik av Martin Stensö, Henrik Wiklund och Henrik Svensson.
Sida A
1. "Starke Adolf"
2. "En tidig morgon
3. "Moln som springer"

Sida B
1. "Pang och världen är ny"